# Charles Whittenberg
Charles Whittenberg (* 26. Juli 1927 in St. Louis; † 22. August 1984 in Hartford/Connecticut) war ein US-amerikanischer Komponist und Musikpädagoge.
Whittenberg studierte bis 1948 an der Eastman School of Music. Er unterrichtete dann am Bennington College, dem Center of Liberal Studies in Washington und an der University of Connecticut. Ab 1962 arbeitete er am Columbia-Princeton Electronic Music Center. Als Komponist war er ein Vertreter der seriellen Technik in der Nachfolge von Anton Webern. Vorrangig bekannt wurden Werke für Soloinstrumente und Kammermusikensembles, insbesondere für Blasinstrumente. Daneben war er auch auf dem Gebiet der elektronischen Musik aktiv.

## Quelle
- New York Times, 24. August 1984: Charles Whittenberg, Teacher And Composer, Is Dead at 57 (Archiv)
- Charles Whittenberg bei Discogs
- Charles Whittenberg bei AllMusic (englisch)

| Personendaten    | Personendaten                                 |
| ---------------- | --------------------------------------------- |
| NAME             | Whittenberg, Charles                          |
| KURZBESCHREIBUNG | US-amerikanischer Komponist und Musikpädagoge |
| GEBURTSDATUM     | 26. Juli 1927                                 |
| GEBURTSORT       | St. Louis                                     |
| STERBEDATUM      | 22. August 1984                               |
| STERBEORT        | Hartford (Connecticut)                        |